# Classification d'Engler

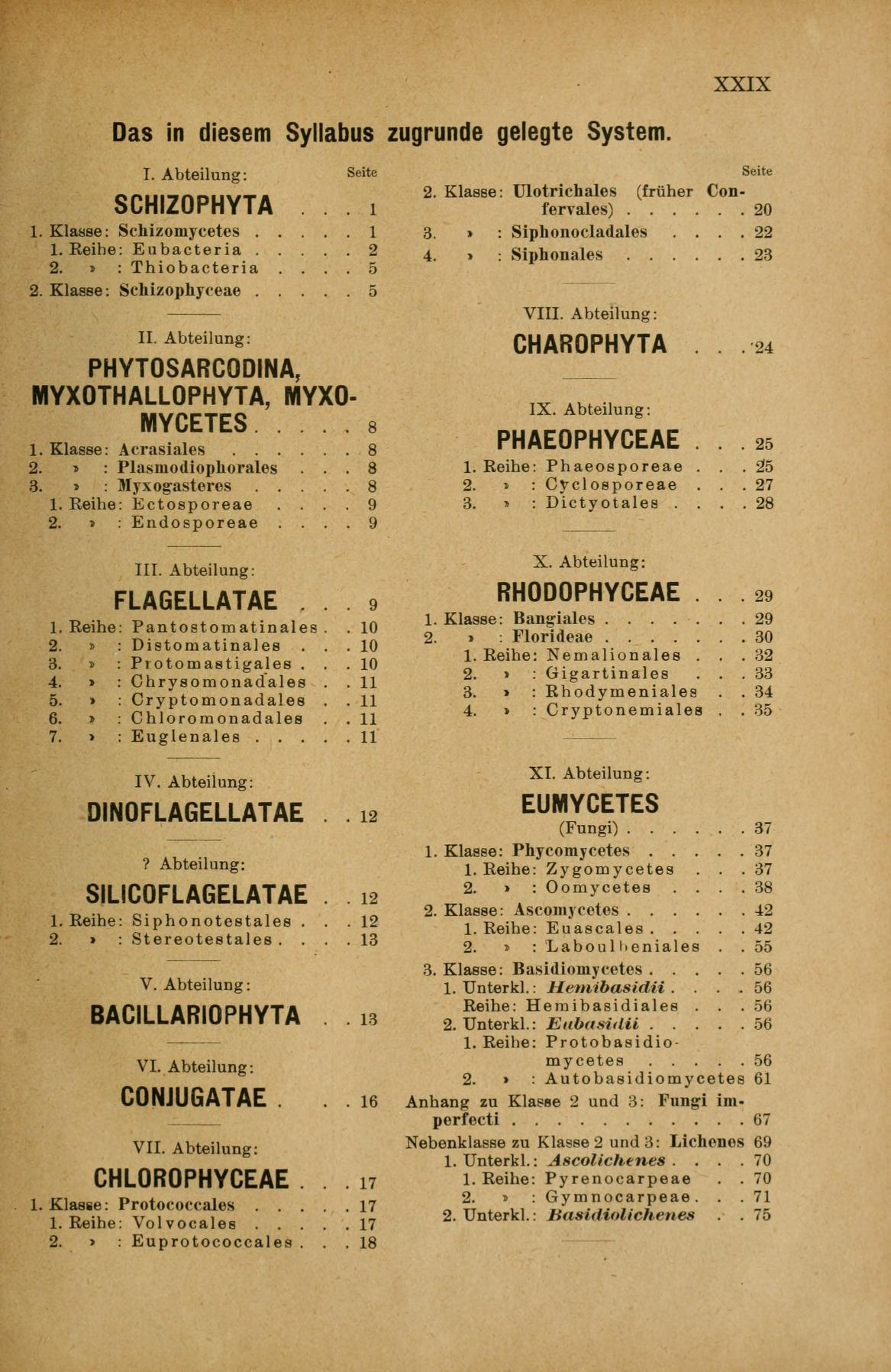
Page XXIX du Syllabus der Pflanzenfamilien (Syllabus des familles végétales) d'Adolf Engler, éd. 8, 1919.

La classification d'Engler est une classification classique de taxinomie des plantes décrite par Adolf Engler. Il existe plusieurs versions de cette classification. Selon le Syllabus der Pflanzenfamilien (1924) les groupes les plus importantes sont :
- I. divisio Schizophyta
- II. divisio Phytosarcodina
- III. divisio Flagellata
- IV. divisio Dinoflagellata
- V. divisio Bacillariophyta
- VI. divisio Conjugatae
- VII. divisio Chlorophyceae
- VIII. divisio Charophyta
- IX. divisio Phaeophyceae
- X. divisio Rhodophyceae
- XI. divisio Eumycetes
- XII. divisio Embryophyta asiphonogama
1 subdivisio Bryophyta
2 subdivisio Pteridophyta
- XIII. divisio Embryophyta siphonogama
1 subdivisio Gymnospermae
2 subdivisio Angiospermae
1 classis Monocotyledoneae
2 classis Dicotyledoneae

Dans cette classification, le concept de « plantes » est plus vaste qu'aujourd'hui.